# Aleksiej Fiedorczenko
Aleksiej Stanisławowicz Fiedorczenko, ros. Алексей Станиславович Федорченко (ur. 29 września 1966 w Sol-Ilecku) – rosyjski reżyser, scenarzysta i producent filmowy.
Autor takich filmów jak m.in. Pierwsi na Księżycu (2005), Miłość i parowóz (2007), Milczące dusze (2010), Niebiańskie żony Łąkowych Maryjczyków (2012) i Anioły rewolucji (2014). Dramat wojenny Wojna Anny (2018) przyniósł mu Nagrodę Nika za najlepszy rosyjski film roku oraz Złote Orły za najlepszy film i reżyserię.
Zasiadał w jury Nagrody im. Luigiego De Laurentiisa za najlepszy debiut reżyserski na 68. MFF w Wenecji (2011).
Fiedorczenko podpisał list otwarty Związku Filmowców w proteście przeciwko inwazji Rosji na Ukrainę w 2022 roku.